# 阿列克谢耶夫斯科耶区 (莫斯科)
阿列克谢耶夫斯科耶区（俄語：Алексеевский район）是莫斯科东北行政区的一区，面积5.29平方公里，人口77,681人。ВДНХ 站和阿列克谢耶夫斯科耶站在本区内。罗斯托基诺区、梅夏涅区、红村区、奥斯坦金诺区、玛莉灌林区、索科利尼基区和博戈罗德斯科耶区与该区接壤。